# Bryn Kehoe
Bryn Drake Kehoe Eaton (Cincinnati, 29 maggio 1986) è una pallavolista e allenatrice di pallavolo statunitense.
Gioca nel ruolo di palleggiatrice nel HPK Naiset

## Carriera

### Pallavolista
La carriera di Bryn Kehoe inizia a livello giovanile nel 1996 col Westside Volleyball Club, per poi giocare a livello scolastico con la St. Ursula Academy; fa inoltre parte delle selezioni giovanili statunitensi, vincendo la medaglia d'oro al campionato nordamericano Under-20 2004.
Gioca poi a livello universitario con la Stanford University, prendendo parte alla NCAA Division I dal 2004 al 2007, vincendo il titolo NCAA durante il suo freshman year e raggiungendo in altre due occasioni la finale, dove perde rispettivamente contro la University of Nebraska-Lincoln e la Pennsylvania State University; nelle quattro stagioni trascorse col suo college vince diversi riconoscimenti individuali e debutta nel 2005 nella nazionale statunitense maggiore in occasione del Montreux Volley Masters.
Nella stagione 2008-09 fa il suo esordio da professionista nella Lega Nazionale A svizzera, vestendo la maglia del Volleyball Club Biel-Bienne, mentre nella stagione successiva passa al Neuchâtel Université Club Volleyball, club al quale si lega per quattro campionati, raggiungendo due finali di Supercoppa svizzera ed altrettante finali scudetto e di Coppa di Svizzera, perse tutte contro il Volero Zürich. Si ritira dalla pallavolo giocata al termine del campionato 2012-13.
Nella stagione 2016-17 torna in campo in Finlandia, dove, dopo aver giocato per circa due mesi col Kokkolan Tiikerit, difende in seguito i colori del HPK Naiset, nella Lentopallon Mestaruusliiga.

### Allenatrice
Nel 2013 accetta l'incarico di assistente allenatrice presso la University of Alabama, dove resta per due annate.

## Vita privata
Proviene da una famiglia di sportivi: suo nonno, Fred, ha giocato a calcio per la Ball State University; suo padre, Steve, ha giocato a pallavolo sempre per la Ball State University e sua madre, Amy, è stata due volte All-American giocando a pallavolo presso la Western Michigan University; suo fratello, Steven è un pallavolista professionista, mentre l'altro fratello, Fred, ha giocato per la University of Cincinnati. È sposata col pallavolista Conor Eaton.

## Palmarès

### Club
- NCAA Division I: 1

2004

### Nazionale (competizioni minori)
- Campionato nordamericano Under-20 2004

### Premi individuali
- 2005 - All-America Third Team
- 2006 - All-America Second Team
- 2007 - All-America First Team
- 2007 - Division I NCAA statunitense: Palo Alto regional All-Tournament Team